# Gilgal (neficki wojskowy)

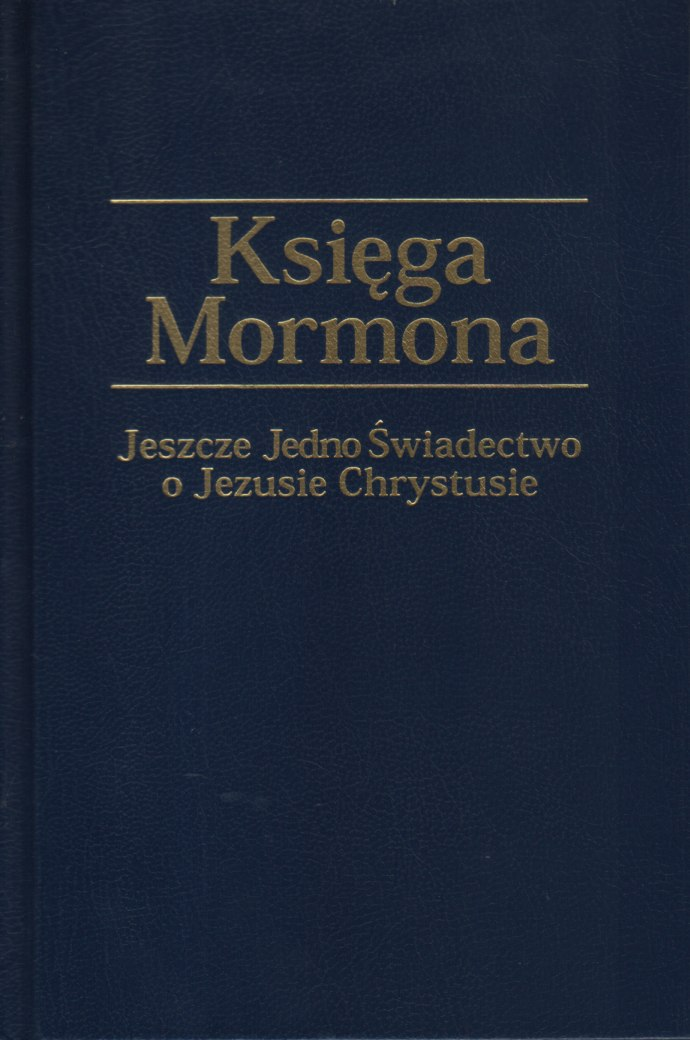
Księga Mormona, jedno z mormońskich pism świętych i jednocześnie źródło wzmianki o Gilgalu

Gilgal (deseret 𐐘𐐆𐐢𐐘𐐊𐐢, 𐐘𐐆𐐢𐐘𐐈𐐢) – w wierzeniach ruchu świętych w dniach ostatnich (mormonów) neficki wojskowy żyjący w IV wieku n.e. Jeden z dowódców w bitwie na wzgórzu Kumorah z 385, poległ w niej wraz ze wszystkimi swymi podkomendnymi. Jest obiektem spekulacji mormońskich teologów, wykorzystywany bywa też przez apologetów tej tradycji religijnej. Imię Gilgal występuje wśród wyznających mormonizm Maorysów.

## Wymowa imienia
Wymowa tego imienia wzbudzała pewne zainteresowanie mormońskich badaczy. Zostało ono zresztą ujęte w przewodniku po wymowie, dołączanym do każdego egzemplarza anglojęzycznej wersji Księgi Mormona od 1981. Źródła wskazują niemniej na znaczną różnicę między wymową preferowaną i powszechną współcześnie a tą z wczesnego okresu kolonizacji terytorium. Pierwotna wymowa, zwłaszcza ta stosowana przez Josepha Smitha, ma pewne znaczenie w badaniach nazw własnych występujących w Księdze Mormona, choć, na gruncie mormońskiej teologii, nie jest w nich czynnikiem decydującym. Do ustalenia wymowy używanej przez Smitha wykorzystuje się między innymi wydanie Księgi Mormona w alfabecie deseret z 1869.

## W Księdze Mormona
Na kartach Księgi Mormona pojawia się wyłącznie w wersie czternastym szóstego rozdziału Księgi Mormona. Przez komentatorów uznawany za generała, w kontekście rozstrzygającej bitwy konfliktu neficko-lamanickiego, mianowicie bitwy na wzgórzu Kumorah (385). We wspomnianym starciu dowodził dziesięcioma tysiącami ludźmi, w której poległ wraz ze wszystkimi swymi podkomendnymi.

## W mormońskiej teologii oraz w badaniach nad Księgą Mormona
Istnienie Gilgala nie znalazło potwierdzenia w źródłach zewnętrznych. Językoznawcy związani z Kościołem Jezusa Chrystusa Świętych w Dniach Ostatnich rozważali etymologię imienia tego wojskowego, wywodząc ją z języka hebrajskiego, jednakże wskazując, iż semickie konotacje tejże nazwy pozostają niepewne. W ściśle teologicznym sensie analizowano jeredyckie pochodzenie tego imienia. Można zauważyć, że badania nad etymologią jeredyckich nazw własnych pozostają w sferze spekulacji. Osiąga się niemniej w tym zakresie pewne rezultaty, zwłaszcza przyjmując, iż niektóre zostały przetłumaczone na język używany przez Nefitów. Komentatorzy podkreślali również niewątpliwy związek Gilgala z biblijnym miastem o tej samej nazwie, które nie powinno być jednak mylone z nefickim miastem czy też z doliną, która była miejscem szeregu starć w końcowym okresie jeredyckiej historii.
Imię tego nefickiego żołnierza pojawiało się w badaniach nieortodoksyjnych praktyk nazewniczych obecnych na kartach Księgi Mormona i wykorzystywane w ten sposób było w dowodzeniu autentyczności mormońskiej świętej księgi. Występuje także (w zapisie Kirikara) wśród wyznających mormonizm Maorysów.